# Lasiocercis parvula
Lasiocercis parvula là một loài bọ cánh cứng trong họ Cerambycidae.